# Gregory Breit
Pour les articles homonymes, voir Breit (homonymie).
Gregory Breit, né le 14 juillet 1899 à Mykolaïv et mort le 11 septembre 1981 à Salem dans l'Oregon, est un physicien américain d'origine russe.

## Biographie
Il mesure l'altitude des couches de l'ionosphère à l'aide d'impulsions radioélectriques et participa à la mise au point du radar avec Merle Antony Tuve. Il est lauréat de la Médaille Franklin en 1964.
Avec Eugene Wigner, il décrit des états résonants ; avec Edward Condon, il donne la première description de la dispersion proton-proton.
On lui attribue aussi l'écriture de l'équation de Breit.
En 1921, il est l'assistant de Paul Ehrenfest à Leyde. 